# Franz Wiegele (Skispringer)
Franz Wiegele (* 23. November 1965 in Villach) ist ein ehemaliger österreichischer Skispringer.

## Werdegang
Am 4. Jänner 1983 bestritt Wiegele sein Debüt im Skisprung-Weltcup. Beim Springen von der Großschanze in Innsbruck erreichte er den 34. Platz. Am 12. März 1983 gewann Wiegele bei der Junioren-Weltmeisterschaft in Kuopio die Goldmedaille von der Normalschanze. Zum Start der Weltcup-Saison 1983/84 konnte er am 30. Dezember 1983 in Oberstdorf mit Platz 12 seine ersten Weltcup-Punkte. Im Januar konnte er seine Leistung weiter steigern und erreichte in Sapporo den fünften Platz. Damit sprang er erstmals bei einem Weltcup-Springen unter die besten zehn. Ein Jahr später, am 10. März 1985 stand er in Oslo erstmals und letztmals in seiner Karriere auf dem Podium und erreichte auf der Großschanze den 2. Platz. Auch in den folgenden drei Jahren konnte er mehrmals Weltcup-Punkte und Plätze unter den besten zehn erreichen. In der Saison 1987/88 erreichte er am Ende mit dem 18. Platz in der Weltcup-Gesamtwertung seine beste Platzierung. Zuvor war er bereits bei der Vierschanzentournee 1987/88 in der Gesamtwertung auf dem 5. Platz gelandet. Anschließend blieben große Erfolge jedoch aus. Ab 1991 startete er daher parallel im Continental Cup, konnte jedoch auch dort keine vorderen Platzierungen erreichen. Nach drei erfolglosen Saisons beendete Wiegele 1994 seine aktive Skisprungkarriere.
Er ist der Vater und ehemalige Trainer von David, Lisa und Hannah Wiegele, die ebenfalls den Skisprungsport ausübten bzw. ausüben.